# 涮涮辣
德宏涮涮辣产于德宏、保山等地区，其果实成锥形，以红色最为常见。德宏涮涮辣的辣度为史高維爾指標40多万，被视为已被报道的中国辣椒中辣度最高的品种。
2006年，中国德宏潞西“象鼻涮涮辣”干椒送中国湖南农业大学食品科学院检测，样品辣素含量19.8148mg/g，二氢辣素含量6.1074mg/g。每单位“象鼻涮涮辣”干椒的史高維爾指標值高达444133，辣度级别超过4级。

## 形态特征
涮涮辣，属茄科辣椒属植物，是野生小米辣的一个变种。 
傣语：“嘛苤胀线”，颜色鲜艳，闻之辣味扑鼻，德宏人称其涮涮辣，又叫象鼻辣。德宏是亚热带地区，与缅甸接壤，过去经常大象出没，据说，因大象不小心用鼻子碰了这种辣椒，辣得狂奔不止，鼻子不停甩动，象鼻辣因此而得名，可见其辣得“过瘾”。涮涮辣产于中国云南德宏、保山、思茅、版纳及缅甸北部的亚热带山区，以德宏的辣味最强，种植面积、产量最高。其果实成锥形，果皮略皱，有“疙瘩”状凸起，未成熟时呈绿色，成熟後变成鲜红色或橙色，以红色最为常见。

## 地理分布
涮涮辣产于中国云南德宏、保山及缅甸北部的亚热带山区，以德宏的辣味最强，种植面积、产量最高。其果实成锥形，果皮略皱，有“疙瘩”状凸起，未成熟时呈绿色，成熟後变成鲜红色或橙色，以红色最为常见。据说，当地的少数民族将它晾干后做调味用，吃的时候只需将它放进汤里涮几下，整锅汤就会辣味十足。如此反复使用，到只剩下辣椒杆时才丢弃。"涮涮辣"因此得名。当地人称其涮涮辣、涮汤辣 、象鼻辣。属茄科辣椒属植物，是野生小米辣的一个变种，傣语：“嘛苤胀线”。

## 栽培技术
涮涮辣目前大多是野生，其产量低，适应环境能力差，对土壤、空气等生长环境的要求非常高，一旦异地种植，就会出现退化。属于稀少辣椒，在德宏州当地五个县市中，仅有芒市的部分偏远山区出产，而且数量极少。

## 食用方法
“涮涮辣”以鲜果调味为主，食用时将果实弄破，用筷子夹住辣椒轻轻的在汤汁中随便涮几下，其辛辣之味就已至极。用涮涮辣调制蘸水碟，只需点到为止，在蘸水碟里打个滚，清新、爽口、辣味十足。各地方可根据口味将涮涮辣以少量配置各种特色菜品或制作成辣椒酱食用，是色味俱佳的调味品和佐料。

## 辣度
2007年下半年，央视2套第1时间新闻、环球时讯等多家电视台及国内诸多网站报道：2007年2月吉尼斯评选，产于印度东部的“魔鬼椒”被认定为目前最辣的辣椒品种。国际权威机构检测显示：每单位“魔鬼椒”中含有史高維爾指標超过一百万，达到了辣度的最高级别。它比此前纪录的保持者，美国加州产的红色“沙维纳”灯笼椒还要辣上一倍，而普通的墨西哥青辣椒的辣度只有史高維爾指標0.25—0.8万。中国著名的海南朝天椒的辣度单位大概在15万左右，还不到“魔鬼椒”的六分之一。国际通用辣度标准（DB/T275—2006）规定：史高維爾指標每十万（100K）为1级。媒体只报道印度“魔鬼椒”辣度超过史高維爾指標一百万（1000K），超过10级，未报道准确的辣度检测数据，因国际辣度最高级别为10级。2006年，德宏潞西“象鼻涮涮辣”干椒送湖南农业大学食品科学院检测，样品辣素含量19.8148mg/g，二氢辣素含量6.1074mg/g，每单位“象鼻涮涮辣”干椒的史高維爾指標值高达444133，辣度级超过4级，定性为“国内已报道的辣椒中辣度最高的品种”。